# Adam Meyer
Adam Meyer OSB (auch Mayer; latinisiert Adamus Villicus) (* um 1410 in Exweiler bei St. Wendel; † 17. Februar 1499 in Köln) war Abt des Klosters Groß St. Martin in Köln und war auch darüber hinaus als Klosterreformer von Bedeutung.

## Leben
Meyer trat um 1430 in die Benediktinerabtei St. Matthias in Trier ein. Über sein Wirken dort gibt es keine Informationen. Er erhielt dort jedenfalls eine fundierte Ausbildung und wurde stark beeinflusst durch den Reformabt Johannes Rode. Mit anderen Mönchen kam er 1448 nach Köln in das Kloster Groß St. Martin. Ihre Aufgabe war es dort das in Verfall geratene monastische Leben zu reformieren. Über die Aufgaben Meyers in den ersten Jahren im Kölner Kloster ist nichts bekannt.
Im Jahr 1454 wurde er dort zum Abt gewählt. Er sorgte 1455 für den Anschluss an die Bursfelder Kongregation sowie für eine ökonomische Gesundung. Die Schulden des Klosters waren so hoch, dass nach Abzug der Zinsen der Lebensunterhalt der Gemeinschaft nur mühsam bestritten werden konnte. Meyer gelang es, die wirtschaftlichen Verhältnisse des Klosters zu stabilisieren. So führte er auch für den städtischen Grundbesitz das Lehnsrecht statt des Erbleihrechts ein. Dies verringerte die Gefahr der Entfremdung des klösterlichen Besitzes. Insgesamt bemühte er sich innerhalb und außerhalb der Stadt um eine Bewahrung des Klosterbesitzes. Außerdem wurde ein Hofgericht eingeführt. Auch wurden seither die Einkünfte, Besitzungen und Schulden des Klosters systematisch erfasst. Zu seiner Zeit lag die gesamte wirtschaftliche Verantwortung für das Kloster ausschließlich beim Abt. Der Konvent und die anderen Träger von Klosterämtern spielten keine Rolle. Im Übrigen setzte er das in Verfall geratene Verbot des Privatbesitzes der Mönche durch. 
Diese materielle Grundlage bot die Basis für den Ausbau der Bibliothek und die Einrichtung eines Skriptoriums und letztlich für einen Aufschwung des geistigen Lebens. 
Er spielte eine wichtige Rolle im Provinzialkapitel der Benediktinerklöster. In diesem war er einer der Präsidenten. Dessen Einflussmöglichkeiten wurden durch die Ernennung von Prokuratoren zur Durchsetzung der Beschlüsse gestärkt. Auch Meyer hatte ein solches Amt inne. Äbte, die die Beschlüsse nicht ausführten oder den Kapitelversammlungen fernblieben, mussten mit Strafen rechnen. 
Unterstützt wurde seine Tätigkeit durch die Päpste, die Kölner Erzbischöfe und einigen weltlichen Fürsten. Allein 1474 hat er die Klöster Werden, Grafschaft, Egmond, Prüm und Klöster in der Diözese Lüttich visitiert. Eine wichtige Rolle spielte er auch in der Bursfelder Kongregation. Er nahm an den meisten der Kapitelsitzungen teil, war sechsmal einer der Präsidenten und gehörte verschiedenen Kommissionen an. Auch für die Kongregation führte er Visitationen durch. Er gehörte zu seiner Zeit zweifellos zu den führenden Persönlichkeiten der Kongregation. 
Über sein Kloster hinaus war Meyer an der Reform weiterer Klöster im rheinisch-westfälischen Raum bis hinein in die Niederlande beteiligt. Bei Bedarf sandte er Mönche aus St. Martin dorthin, um das monastische Leben zu reformieren. Zu den von ihm reformierten Klöstern gehörten Liesborn, Brauweiler, Laach, Werden, Egmond und weitere niederländische Klöster. Auch erneuerte er die Abtei Seligenstadt. Zwischen 1474 und 1478 war er zudem Administrator des Klosters Werden. 
Seine Reformen erstreckten sich auch auf Frauenklöster. Das bislang den Augustinereremiten zugehörige Kloster St. Agatha gliederte er in den Benediktinerorden ein. Daneben reformierte er die Klöster Hagenbusch, Neuwerk, Rolandswerth, Rupertsberg und Weerselo. Hinzu kam der Reformversuch im Kloster Rijnsburg. 
Selbst Klöster außerhalb des Benediktinerordens hat er reformiert oder dies zumindest versucht. Dazu zählt die Zisterzienserabtei Marienstatt oder das Prämonstratenserinnenkloster Bedburg. Die Beginenhäuser in Köln hat er reguliert. 
Fälschlicherweise hat Oliver Legipont im 18. Jahrhundert Meyer verschiedene Werke zugeschrieben. Tatsächlich von ihm stammt der Tractatus asceticus. Dieses Buch war an junge Mönche gerichtet und belehrte sie über Moral und Mystik.